# 사출도
사출도(四出道)는 부여의 지방 행정 구역이다.

## 개요
《삼국지》〈위지(加)는 따로 사출도를 관할하였는데 큰 것이 수천 호, 작은 것이 수백호라고 기록하였다. (부여의 정치가 5부족과 사출도이다.)(경제:반농반목, 사회:영고, 순장이다)
'가'(加)는 한(韓), 간(干), 감(邯), 가한(可汗), 한(汗, Kan)과 같이 만주 및 몽골 계열의 언어에서 나타나는 귀인·대인을 나타내는 칭호로 부족장을 의미한다. 이러한 '가'에 가축의 이름이 부여된 것은 고유한 특색으로, 목축경제 사회에서의 가축자본에 따른 족장의 칭호가 그대로 계급분화에 잔존한 것이라고 보인다. 말과 소, 돼지, 개 등은 당시 사회에서 중요한 자본을 이루고 있었다. 마가, 우가, 저가, 구가가 부여에서 쓰던 사출도이다.
사출도는 그 당시 일종의 행정 구획으로, '출도'(出道)라고 표현한 것은 중앙의 수도를 중심으로 하여 네 방향으로 통하는 길을 의미하는 것이다. 이는 마치 윷놀이에서의 형상과 비슷한 것이다.

## 같이 보기
- 부여